# La Melo
La Melo es un personaje ficticio interpretado por el actor ecuatoriano David Reinoso. Fue creado por el actor para el programa cómico de televisión Ni En Vivo Ni En Directo, en el que trabajó de 1997 a 2000, y posteriormente continuó siendo interpretado por Reinoso en programas como Vivos. El personaje de la Melo es una parodia de un hombre homosexual con características y ademanes comúnmente definidos como femeninos que trabaja como peluquero.
El personaje ha sido objeto de controversia por reforzar estereotipos negativos sobre la homosexualidad y de este modo generar mofa y burla hacia las poblaciones LGBT ecuatorianas. El carácter ofensivo del personaje fue incluso denunciado durante una comparecencia realizada por activistas LGBT en la Comisión de Fiscalización de la Asamblea Nacional del Ecuador en 2018.

## Historia

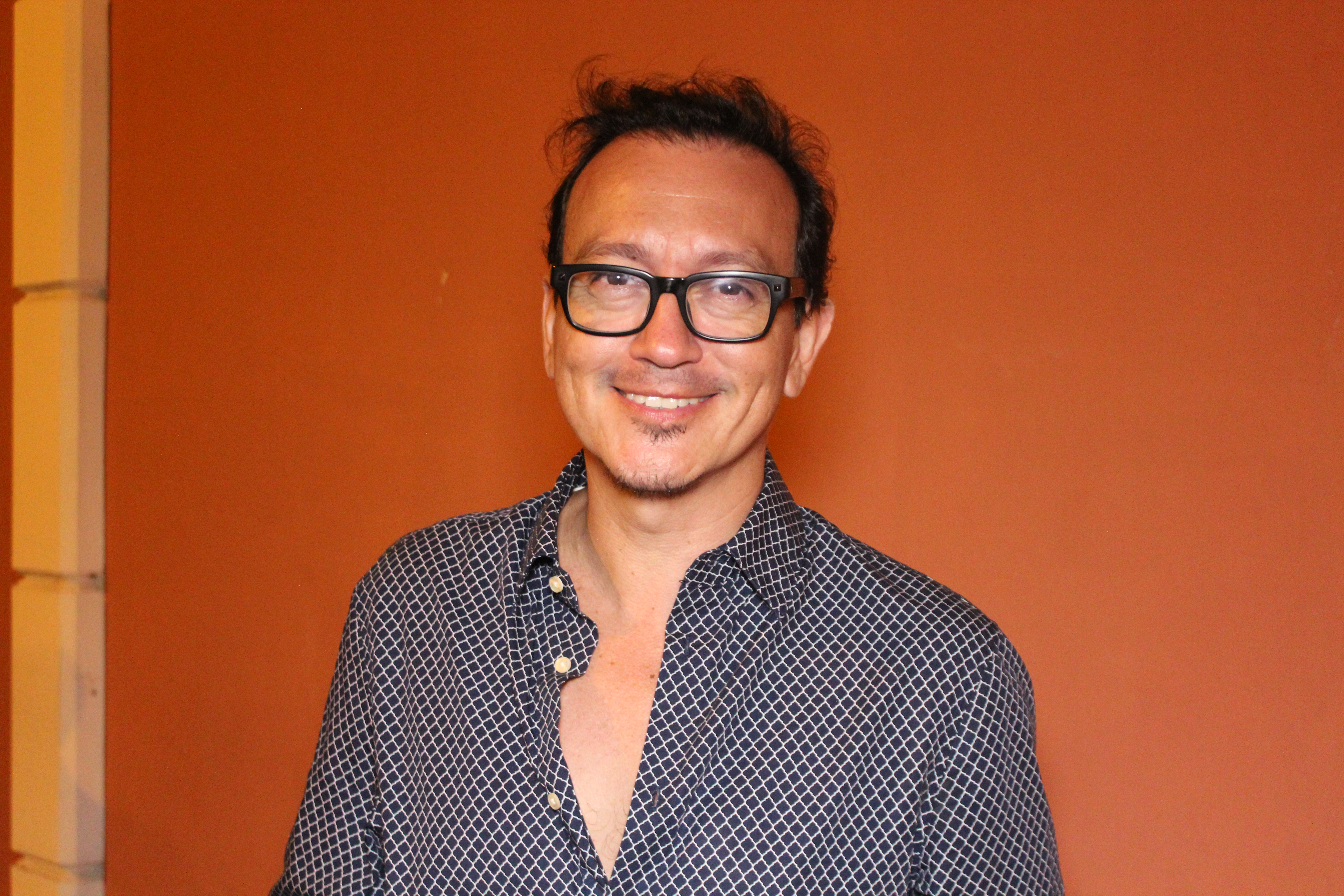
David Reinoso, actor que interpreta al personaje de la Melo.

La Melo fue originalmente concebida como una parodia del superhéroe La Mole. Durante sus primeras apariciones en Ni En Vivo Ni En Directo (NEVNED), La Melo era víctima de estafas a manos de dos personajes conocidos como el gordo y el flaco, interpretados por los actores Fernando Villarroel y José Northia, tras lo cual sufría una transformación en que ganaba masa corporal y su vestimenta rosa se transformaba en un traje de heroína, para de este modo poder defenderse. Posteriormente, el personaje dejó de transformarse y en su lugar empezó a llamar a agentes policiales cada vez que sufría injusticias. Otra característica del personaje era la reproducción de la canción «Fresa salvaje», de Camilo Sesto, cada vez que entraba en escena.
Tras la salida de Reinoso de NEVNED, el personaje volvió a la televisión en 2004 en el programa Vivos & Revueltos, serie derivada de Vivos en que Reinoso trajo de vuelta a varios personajes que interpretó a finales de la década de 1990. Luego de un tiempo, el personaje pasó a Vivos (programa que se transmitió hasta 2015).
 Durante estos años, el personaje continuó siendo una mofa hacia las personas homosexuales.
En 2018, luego de cuatro años de haber dejado de interpretar el personaje, Reinoso lo llevó al teatro con la obra La locura todo lo cura, una pieza teatral cómica en que La Melo y La Michy (personaje interpretado por el actor Víctor Aráuz) son llevados bajo engaño a una clínica de deshomosexualización para intentar cambiar sus orientaciones sexuales. De acuerdo a Aráuz, uno de los objetivos era generar una crítica hacia el funcionamiento de estos establecimientos. También afirmó que fue inspirada en la historia de un amigo suyo que fue secuestrado para ser llevado a uno de estos centros.
Al año siguiente, Reinoso y Aráuz decidieron realizar una continuación de la obra teatral. Tras una serie de críticas en redes sociales por parte de personas que denunciaron los estereotipos homofóbicos incluidos en los personajes, los creadores afirmaron que realizarían cambios al guion para dar un mensaje en contra de la discriminación. La obra llevó por nombre La Michy y la Melo 2 y tuvo como trama la creación de un partido político por parte de ambos personajes para promover los derechos de las poblaciones LGBT. En 2022, estrenaron una tercera obra teatral, Michy y Melo, la despedida, en la que la Melo lanza su candidatura a la alcaldía de su ciudad y luego recibe una acusación de un crimen que no cometió.
La cuarta parte de la obra teatral, titulada Michy & Melo, Las Triple M: Más Buenas, Más Divas, Más Fuertes, se estrenó en 2023.

## Críticas
El personaje ha sido blanco de numerosas críticas por su construcción a base de estereotipos perniciosos que denigran a las poblaciones homosexuales del país. Entre estos estereotipos con carga negativa se encuentra la presencia de características que comúnmente son definidas como femeninas, como el uso de color rosa u otros colores llamativos, además de ser presentado como desenfrenado sexual, hasta el punto del acoso.
Jorge Toledo Orbe, productor del programa Vivos, afirmó en una entrevista que la caracterización del personaje se basaba en el hecho de que el programa era una comedia y que ellos buscaban retratar la «idiosincrasia latinoamericana». No obstante, activistas por los derechos LGBT han señalado que el personaje presenta un humor básico que busca que la comedia venga de la burla hacia las personas homosexuales, incluso de actos violentos cometidos contra ellos. Entre las figuras públicas que han criticado al personaje, se cuentan personalidades como el periodista Óscar Ugarte, el actor Diego Ulloa y la activista por los derechos LGBT Diane Rodríguez.
En 2014, 33 colectivos ciudadanos liderados por la Asociación Silueta X interpusieron una querella contra los programas Vivos y La pareja feliz, ambos donde actuaba David Reinoso, en la Superintendencia de Comunicación y la Defensoría del Pueblo por promover discriminación racista, machista y homofóbica en sus contenidos. La querella fue fallada a favor de los denunciantes y el canal de televisión Teleamazonas tuvo que pagar una multa, lo que lo llevó a la decisión de cancelar ambos programas. En febrero de 2018, Diane Rodríguez, representante de Silueta X, compareció en la Comisión de Fiscalización de la Asamblea Nacional del Ecuador y volvió a reafirmar el carácter ofensivo del personaje y el efecto negativo en la dignidad de las poblaciones LGBT que la perpetuación de los estereotipos negativos del personaje provocaba.